# آری گرینر
آری گِرِینِـر (انگلیسی: Ari Graynor؛ زادهٔ ۲۷ آوریل ۱۹۸۳) یک هنرپیشه اهل ایالات متحده آمریکا است. وی از سال ۲۰۰۱ میلادی تاکنون مشغول فعالیت بوده است.

## گزیدهٔ آثار

### سینما
- عالی جدید و شگفت‌انگیز
- سلست و جس برای همیشه
- سفر گناه (۲۰۱۲)
- ۱۰ سال (۲۰۱۲)
- پرستار (۲۰۱۱)
- محکومیت (۲۰۱۰)
- شب قرار (۲۰۱۰)
- شلاق بزن (۲۰۰۹)
- یک جنایت آمریکایی (۲۰۰۷)
- بازی ۶ (۲۰۰۵)
- کتاب عشق (۲۰۰۴)
- رودخانه میستیک (۲۰۰۳)

### تلویزیون
- کلیولند شو (۲۰۱۰)
- فرینج (۲۰۱۰–۲۰۰۹)
- بابای آمریکایی! (۲۰۰۹–۲۰۰۸)
- سی‌اس‌آی: میامی (۲۰۰۷)
- قانون و نظم: واحد قربانیان ویژه (۲۰۰۳)
- سوپرانوز (۲۰۰۱)
- هیولا‌ها: داستان لایل و اریک منندز (2022)